# Bob Automobil-Gesellschaft
Die Bob Automobil-Gesellschaft war ein deutscher Hersteller von Automobilen.

## Unternehmensgeschichte
Das Unternehmen Bob Automobil-Gesellschaft Carpzow & Wachsmann OHG wurde am 15. Januar 1919 in Berlin-Charlottenburg gegründet. Gesellschafter waren Karl Carpzow, Fritz Polensky und Egon E. Wachsmann, der allerdings schon Jahresende 1919 ausschied. Noch 1919 begann die Produktion von Automobilen. 1920 erfolgte eine Umfirmierung in Bob Automobil-GmbH. Geschäftsführer war nun Willy Schüler. 1922 erfolgte eine erneute Umfirmierung in Bob Automobil AG. 1923 wurde das Kapital von 15 auf 20 Millionen Reichsmark erhöht. 1921 wurden 46 und 1922 wurden 132 Autos hergestellt. In den Aufsichtsrat wurde der Generaloberst a.D. v. Kluck hinzugewählt. 1925 wurde der Geschäftsbetrieb eingestellt, die Produktion endete wahrscheinlich schon früher.

## Fahrzeuge
Es wurden sportliche Kleinwagen hergestellt, oftmals offene Zweisitzer. Die Motoren kamen -außer beim Typ 5/18 PS- von Siemens & Halske. Bob-Automobile hatten Soden-Getriebe. Im Einzelnen handelte es sich um folgende Typen:
- Bob 3/10 PS: 4 Zylinder, ca. 780 cm³, 10 PS, gebaut 1920 bis 1922[5]
- Bob 4/14 PS: 4 Zylinder, Bohrung × Hub 60 × 90 mm, 1020 cm³ Hubraum, 14 PS, gebaut 1921 bis 1923[6]
- Bob 5/18 PS: auch als 5/15 PS und 5/20 PS bezeichnet: 4 Zylinder, Bohrung × Hub 63 × 102 mm, 1268 cm³ Hubraum, gebaut ab April 1923 bis 1924/5: Der Motor dieses letzten Typs stammte nicht von Siemens & Halske, sondern wurde bei Bob hergestellt[6][7][3]

Mindestens ein Fahrzeug nahm 1923 am Kleinautorennen auf der Berliner AVUS teil.
Ein Fahrzeug ist erhalten geblieben. Es wurde 1993 für 40.000 DM in einer Oldtimerzeitschrift angeboten.